# Come un pesce fuor d'acqua
Come un pesce fuor d'acqua (Comme un poisson hors de l'eau) è un film francese del 1998 diretto da Hervé Hadmar.

## Trama
B.B., un imbroglione che desidera ritirarsi con un colpo magistrale, si circonda del pistolero Melvin, scontroso e impulsivo, e dell'ammaliante Myrtille per rubare e poi rivendere un pesce esotico della specie, molto rara, Sciaenochromis Fryeri a un ricco boss turco per un milione di dollari. Avendo bisogno di un pretesto per contrastare l'astuzia del boss (il quale ha già subodorato il tentativo di truffa), i criminali trovano nella persona dell'ingenuo Désirée, acquariofilo appassionato, l'esca ideale.

## Distribuzione
Il film in Francia ebbe la prima proiezione pubblica il 5 maggio del 1999. Costato poco più di 3 milioni di Euro, ebbe un incasso di 40.692 Euro. In altri paesi europei uscì soltanto in DVD .

## Luoghi di ripresa
Il film venne girato per gli esterni a Cabourg, nel distretto delle Calvados, a nord della Francia.